# Pachycerianthus benedeni
Pachycerianthus benedeni is een Cerianthariasoort uit de familie van de Cerianthidae. De wetenschappelijke naam van de soort is voor het eerst geldig gepubliceerd in 1904 door Roule.